# Allium macrostemon
Variété
Classification APG III (2009)
Synonymes
- Allium chanetii H.Lév.
- Allium grayi Regel
- Allium grayi var. chanetii (H. Lév.) H. Lév.
- Allium macrostemon var. uratense (Franch.) Airy Shaw
- Allium nereidum Hance
- Allium nipponicum Franch. & Sav.
- Allium ousensanense Nakai
- Allium iatasen H.Lév.
- Allium pallasii var. uratense (Franch.) Regel
- Allium uratense Franch.

Illustration

Allium macrostemon (野蒜, ノビル), ail chinois, ail japonais ou oignon à longues étamines, est une espèce d'oignon sauvage de la famille des Amaryllidaceae.

## Origine et habitat
Il est répandu dans une grande partie de l'Asie de l'Est. Il est connu dans de nombreuses régions de Chine, ainsi qu'au Japon (y compris les Îles Ryukyu), Corée, Mongolie, Tibet et Primorye. Il a été collecté à des altitudes allant du niveau de la mer à 3 000 m,,,,.

## Description
Allium macrostemon est un géophyte bulbeux. Il forme un bulbe rond atteignant 2 cm de diamètre. La hampe florale mesure jusqu'à 70 cm de haut. Les feuilles sont plus courtes que la hampe, longues et creuses, de section ronde ou triangulaire. L'ombelle est grande et remplie de nombreuses fleurs rouge pâle ou violet pâle,,.

## Utilisation

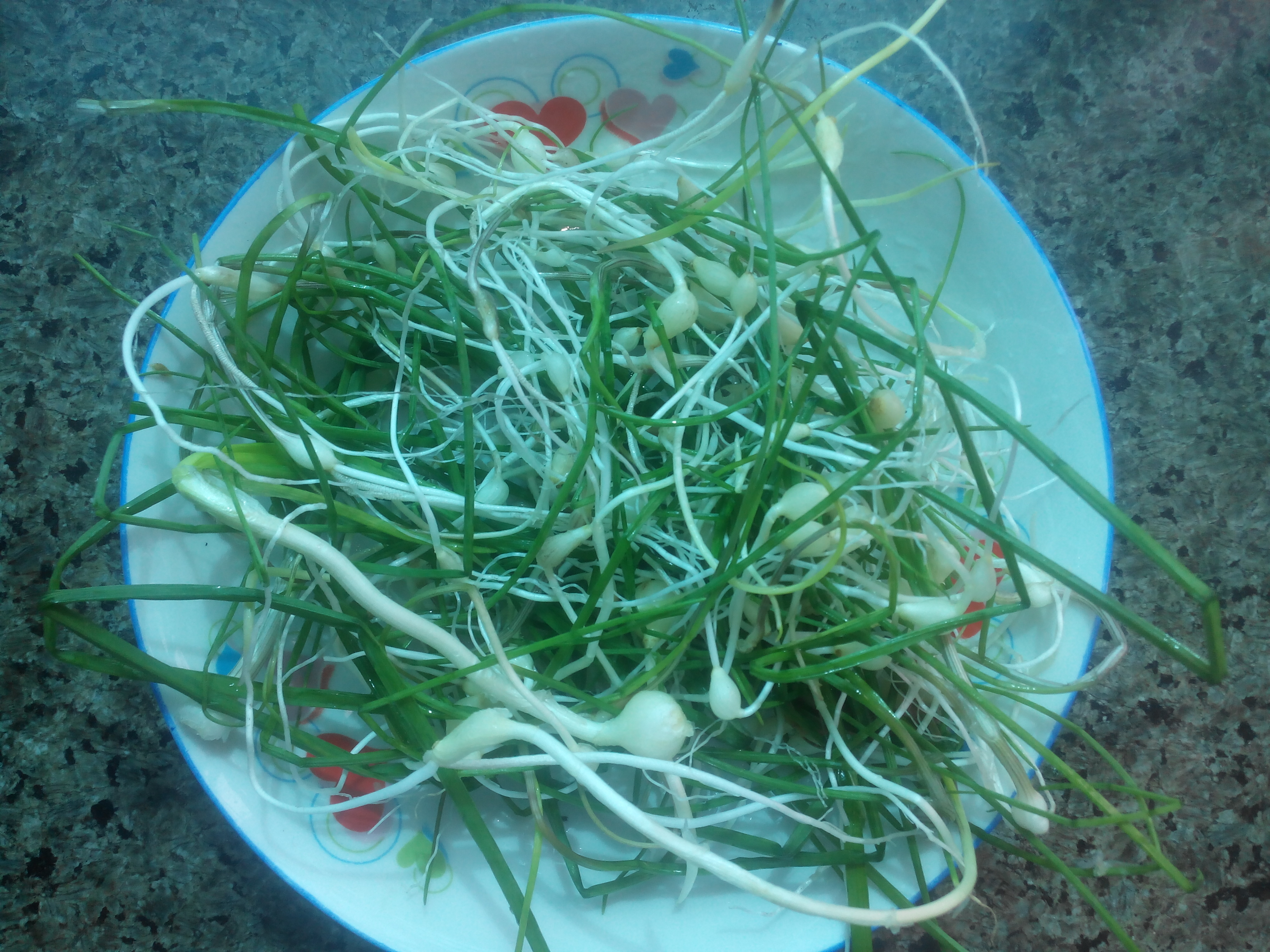
En salade

Allium macrostemon est mentionné dans Huangdi Neijing comme l'une des cinq herbes consommables (五菜) qui comprenaient la mauve (Malva verticillata) (葵), les feuilles de pois (藿) , l'oignon gallois (蔥) et l'ail ciboulette (韭). Le bulbe est consommé cru ou cuit. Il mesure environ 15 mm de diamètre. Les feuilles se consomment également crues ou cuites. Les fleurs crues sont utilisées comme garniture sur les salades.